# (36021) 1999 NH49
1999 NH49 (asteroide 36021) é um asteroide da cintura principal. Possui uma excentricidade de 0.07358750 e uma inclinação de 5.37472º.
Este asteroide foi descoberto no dia 13 de julho de 1999 por LINEAR em Socorro.